# Санний спорт на зимових Олімпійських іграх 1992
Змагання з санного спорту на зимових Олімпійських іграх 1992 тривали з 9 до 12 лютого на Бобслейно-санно-скелетонній трасі на гірськолижному курорті Ла-Плань (Франція). Розіграно три комплекти нагород.

## Чемпіони та призери

### Таблиця медалей
| Місце              | Країна             | Золото | Срібло | Бронза | Загалом |
| ------------------ | ------------------ | ------ | ------ | ------ | ------- |
| 1                  | Німеччина          | 2      | 1      | 1      | 4       |
| 2                  | Австрія            | 1      | 2      | 1      | 4       |
| 3                  | Італія             | 0      | 0      | 1      | 1       |
| Загалом (3 збірні) | Загалом (3 збірні) | 3      | 3      | 3      | 9       |

### Дисципліни
| Дисципліна                | Золото                                   | Золото   | Срібло                                     | Срібло   | Бронза                                   | Бронза   |
| ------------------------- | ---------------------------------------- | -------- | ------------------------------------------ | -------- | ---------------------------------------- | -------- |
| Одномісні сани (чоловіки) | Ґеорґ Гакль · Німеччина                  | 3:02.363 | Маркус Прок · Австрія                      | 3:02.669 | Маркус Шмідт · Австрія                   | 3:02.942 |
| Одномісні сани (жінки)    | Доріс Нойнер · Австрія                   | 3:06.696 | Ангеліка Нойнер · Австрія                  | 3:06.769 | Зузі Ердман · Німеччина                  | 3:07.115 |
| Двомісні сани             | Німеччина (GER) Штефан Краусе Ян Берендт | 1:32.053 | Німеччина (GER) Ївес Манкель Томас Рудольф | 1:32.239 | Італія (ITA) Гансєрґ Рафль Норберт Губер | 1:32.298 |

## Країни-учасниці
У змаганнях з санного спорту на Олімпійських іграх в Альбервілі взяли участь спортсмени 23-х країн. Австралія, Бермуди, Латвія і Об'єднана команда дебютували в цьому виді програми.
- Аргентина (1)
- Австралія (1)
- Австрія (7)
- Бермудські Острови (1)
- Болгарія (3)
- Канада (6)
- Естонія (2)
- Іспанія (1)
- Об'єднана команда (10)
- Франція (3)
- Велика Британія (2)
- Німеччина (10)
- Віргінські Острови (2)
- Італія (8)
- Японія (3)
- Латвія (6)
- Норвегія (2)
- Польща (2)
- Румунія (3)
- Швеція (3)
- Чехословаччина (4)
- США (9)
- Югославія (2)